# Baluarte de San Juan

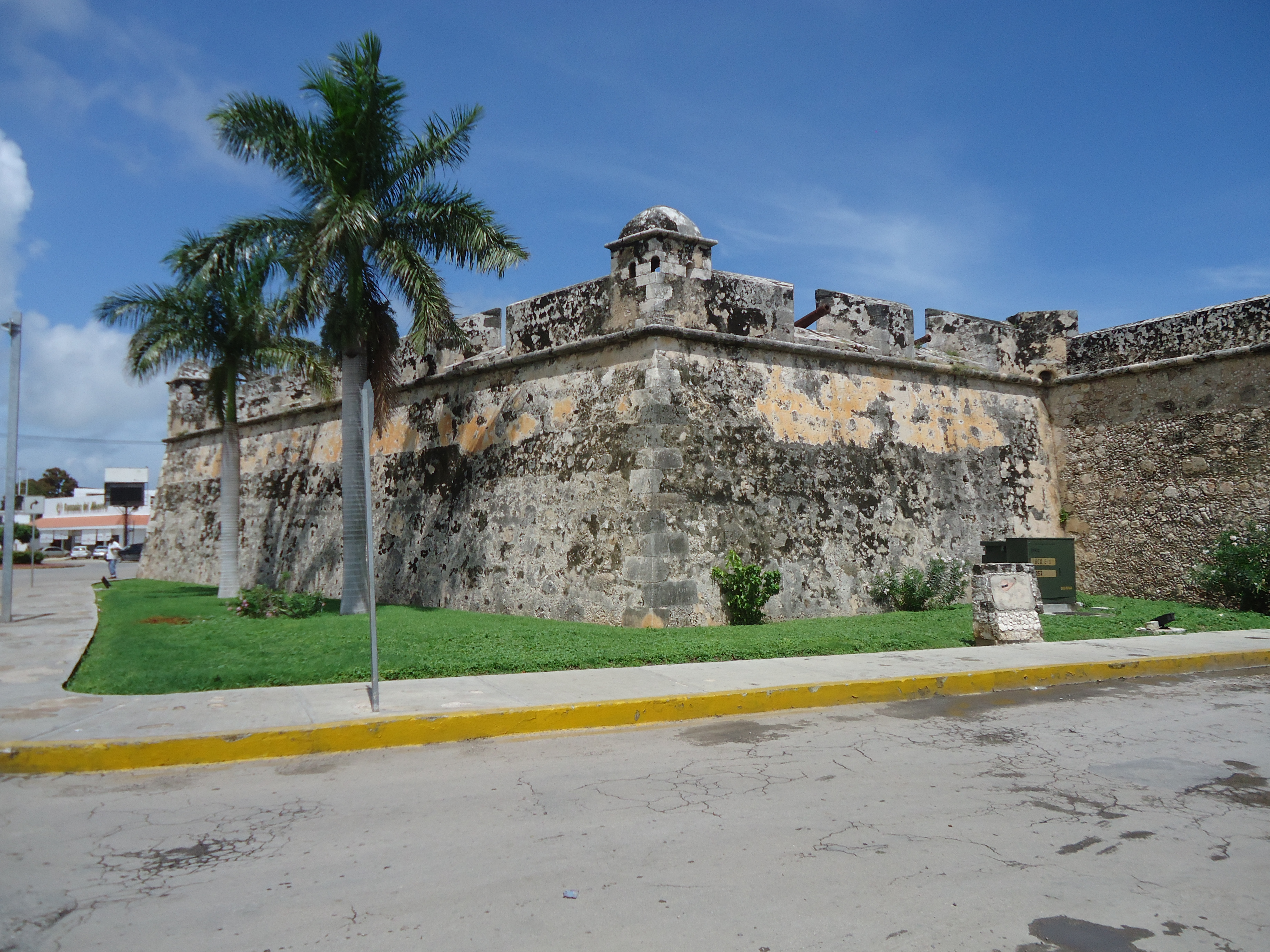
Vista del Baluarte de San Juan

El baluarte de San Juan, se localiza en la ciudad San Francisco de Campeche, Campeche, México. Fue el cuarto baluarte en construirse, data de los siglos XVII y XVIII. Su edificación se terminó aproximadamente en el año de 1698 con el objetivo de cuidar y defender "la Puerta de Tierra". Su nombre se relaciona con san Juan de Dios, quien fue fundador de la orden de los Juanitos, cabe destacar que esta orden se dedicó a la curación de los navegantes.

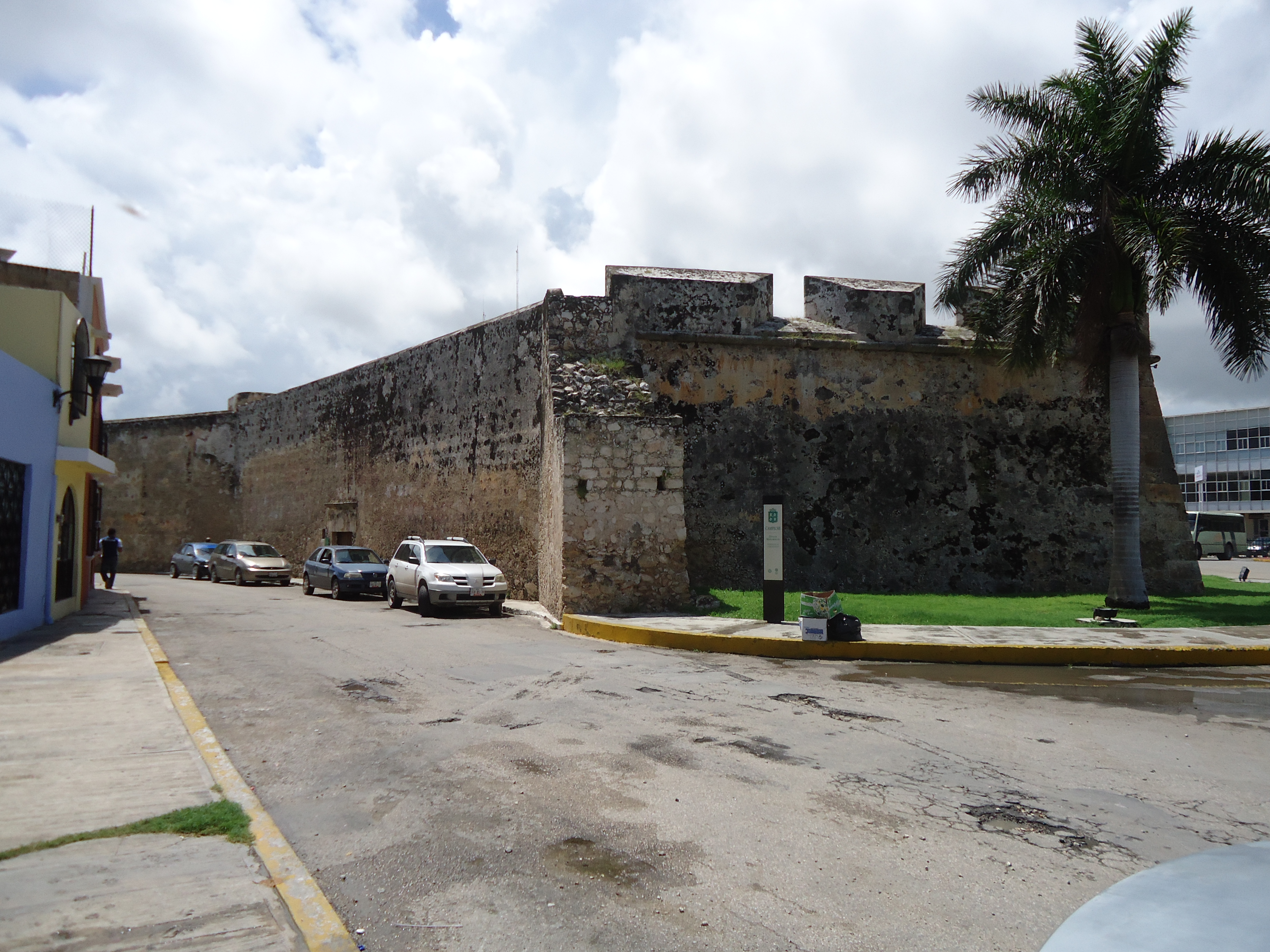
Baluarte de San Juan junto a la Puerta de Tierra

Su construcción fue semejante a la del baluarte de Santa Rosa. Está considerado como una obra maestra de ingeniería, se expande por una superficie de 764 metros. Posee también como todos una gola, un brocal de un aljibe y una rampa que nos lleva a los techo donde se encuentran los garitones volados y a un costado de uno de ellos un campanario. Actualmente es uno de los únicos baluartes unido a una muralla. Debido a que ha sido utilizado como vivienda presenta graves deterioros.